# سلطان هاشم أحمد محمد الطائی
سلطان هاشم أحمد محمد الطائی (متولد ۱۹۴۴ موصل، عراق – درگذشته ۱۹ ژوئیه ۲۰۲۰) وزیر دفاع عراق در رژیم صدام حسین بود. او در سال ۱۹۹۵ به این سمت گماشته شد و تا سال ۲۰۰۳ در این سمت باقی ماند. در طول سی سال سابقه شغل نظامی سلطان هشام دو تیپ، دو هنگ، و دو لشکر نیروی زمینی را فرماندهی کرد. وی در جنگ ایران و عراق و در جنگ خلیج فارس شرکت داشت.

## جنگ خلیج فارس
سلطان در طول جنگ ایران و عراق ۱۹۸۰–۱۹۸۸ در ارتش عراق خدمت کرد و بعداً در جنگ خلیج فارس، آتش‌بس را امضا کرد که به آن پایان داد. او از چندین پاکسازی جان سالم به در برد و به عالی‌ترین ژنرال ارتش عراق تبدیل شد. او تا حد زیادی به عنوان یک چهره در ارتش عراق بدون هیچ گونه کنترل واقعی در نظر گرفته می‌شد.

## اشغال عراق
در روزنامه گاردین فوریه ۲۰۰۳ گزارش شد که صدام حسین برای جلوگیری از کودتا سلطان را در بازداشت خانگی قرار داده بود.او از عملکرد قصی حسین در قبال گارد جمهوری عراق انتقاد کرد و گفت او «چیزی [در مورد فرماندهی ارتش] نمی‌داند و مانند یک غیرنظامی فقط چیزهای ساده نظامی را می‌داند.» با این وجود، او اجازه داشت در تلویزیون دولتی عراق حضور یابد تا حس غیرعادی به مردم داده نشود.
سلطان شماره ۲۷ در فهرست مقامات سابق عراقی تحت تعقیب آمریکا بود. در ۱۹ سپتامبر ۲۰۰۳، پس از یک هفته مذاکره، خود را در موصل به لشکر ۱۰۱ هوابرد (حمله هوایی) تحویل داد. داوود باغستانی که تسلیم او را به ژنرال دیوید پترائوس ترتیب داد گفت سلطان «با احترام فراوان» تحویل داده شد و ارتش آمریکا قول داده‌است که نام سلطان را از لیست ۵۵ فرد مورد تحت تعقیب جدی خود حذف کند، او با محاکمه احتمالی مواجه نخواهد شد. باغستانی گفت: ما به این وعده اعتماد داریم. این امر می‌تواند تلاشی برای خنثی کردن حملات چریکی باشد که به سربازان آمریکایی آسیب می‌رساند. تصور می‌شد بسیاری از مهاجمان سربازان سابق ارتش صدام باشند. مشاهده رفتار خوب آمریکایی‌ها با رهبر نظامی سابق آنها ممکن بود آنها را تشویق کند که سلاح‌های خود را زمین بگذارند.
در نهایت او در ۲۴ ژوئن ۲۰۰۷ به اتهام جنایات جنگی و جنایت علیه بشریت به اعدام با چوبه دار محکوم شد. اما اعدام او به دلیل مخالفت عمومی جلال طالبانی، رئیس‌جمهور عراق انجام نشد. در ماه مه ۲۰۱۸، سلیم الجبوری، رئیس پارلمان عراق، به دلیل دلایل پزشکی، درخواست عفو سلطان الطایی را کرد.

## مرگ
سلطان الطایی در ۱۹ ژوئیه ۲۰۲۰ بر اثر سکته قلبی در زندان مرکزی ناصریه درگذشت.